# 恐龍文藝復興
恐龍文藝復興（英文：Dinosaur renaissance）是一次小規模的科學革命，改變了恐龍的生理學理論，以及在大眾文化中的形象。恐龍文藝復興開始於1960年代晚期，當時有新發現與研究指出恐龍可能不是慵懶的冷血動物，而其實是群活躍的溫血動物。這假說挑戰了20世紀前半段被普遍接受的恐龍看法。
這些新理論中，最著名的是約翰·奧斯特倫姆所提出的鳥類演化自虛骨龍類理論，以及羅伯特·巴克的恐龍是溫血動物的理論。巴克不斷地宣揚他的理論，並將他的理論比喻為19世紀晚期的恐龍溫血理論的再度復興，並在1975年的《科學人》雜誌中首次提出恐龍文藝復興一詞。
恐龍文藝復興對於恐龍生理學的理論，產生巨大的影響，幾乎涵蓋到每個層面，包含：生理機能、演化、行為、生態、以及滅絕原因。恐龍文藝復興同時也影響了大眾文化中的恐龍形象。

## 與鳥類的關係
主條目：鳥類的起源
早在19世紀中晚期，就有科學家提出恐龍與鳥類之間有接近親緣關係，而恐龍是爬蟲類與鳥類的中間型動物。在1859年查爾斯·達爾文（Charles Darwin）出版《物種起源》（The Origin of Species）後不久，英國古生物學家與演化論支持者湯瑪斯·亨利·赫胥黎（Thomas Henry Huxley）便提出鳥類是恐龍的後代。赫胥黎指出恐龍、始祖鳥、與鳥類有許多骨骼上的相似處。

恐爪龍(左)與始祖鳥(右)的前肢相似，導致約翰·奧斯特倫姆再度提起鳥類起源自恐龍的理論。

但在1926年，格哈德·海爾曼出版了一本書，《鳥類起源》，海爾曼根據恐龍缺乏叉骨（接合的鎖骨），而認為鳥類與恐龍間沒有關係。他進而假設鳥類演化自鱷形超目或槽齒目的祖先，而非恐龍。海爾曼的這本重要書籍使恐龍遠離鳥類起源的爭論，而且學術界也對恐龍的演化減少了興趣。
這個狀況持續到1964年，約翰·奧斯特倫姆發現了一種新的肉食性恐龍，名為平衡恐爪龍（Deinonychus antirrhopus），這種獸腳類恐龍的骨骸非常類似鳥類。恐爪龍的發現，使奧斯特倫姆再度提起赫胥黎的理論，鳥類應該是起源自恐龍的。但是，另一種類似鳥類的恐龍，迅猛龍（Velociraptor），早在數十年便已發現，在當時並沒有發現任何相關線索。自從恐爪龍被發現後，古生物學界開始接受鳥類起源自恐龍的理論，已漸被廣泛接受。1990年代，東亞熱河生物群的發現首次證明有羽毛恐龍的存在，同時過去屬於岡瓦那大陸的地區相繼發現如半鳥等構造上極度接近鳥類的獸腳類恐龍，加上出現親緣分支分類法等新的研究方法，更進一步支持了這個理論。
恐龍與鳥類的關係，吸引了許多人對於恐龍產生興趣，尤其是獸腳亞目的種系發生學。今日對於獸腳亞目種系發生學的了解比先前更為深入。

## 單系群
恐龍最初被認為是個單系群，具有共同的祖先。但哈利·絲利（Harry Seeley）不同意這個說法，於是根據骨盆的形態將恐龍分為兩個目，蜥臀目（Saurischia）與鳥臀目（Ornithischia），共同屬於主龍下綱（Archosauria，現改為主龍類），兩個目的成員之間沒有特別的關係。因此，恐龍不再被視為一個天然演化支，在科學中沒有意義，只有大眾媒體繼續採用恐龍這名詞。這個狀況持續到20世紀的中後期。
在1974年，巴克與彼得·加爾冬（Peter Galton）於科學期刊《自然》中提出恐龍是個天然的單系群，更應該成立一個新的綱，恐龍綱，並包含鳥類在內。雖然在當時這個單系群理論遭到許多爭議，但最後還是被接受認同；而且隨者親緣分支分類法的盛行，這個單系群理論被普遍地接受。而恐龍綱的想法卻被遺棄，原因很可能是在古脊椎動物學界中，種系發生分類學（Phylogenetic taxonomy）的興起，種系發生分類學並不採用階元分類。

## 溫血理論

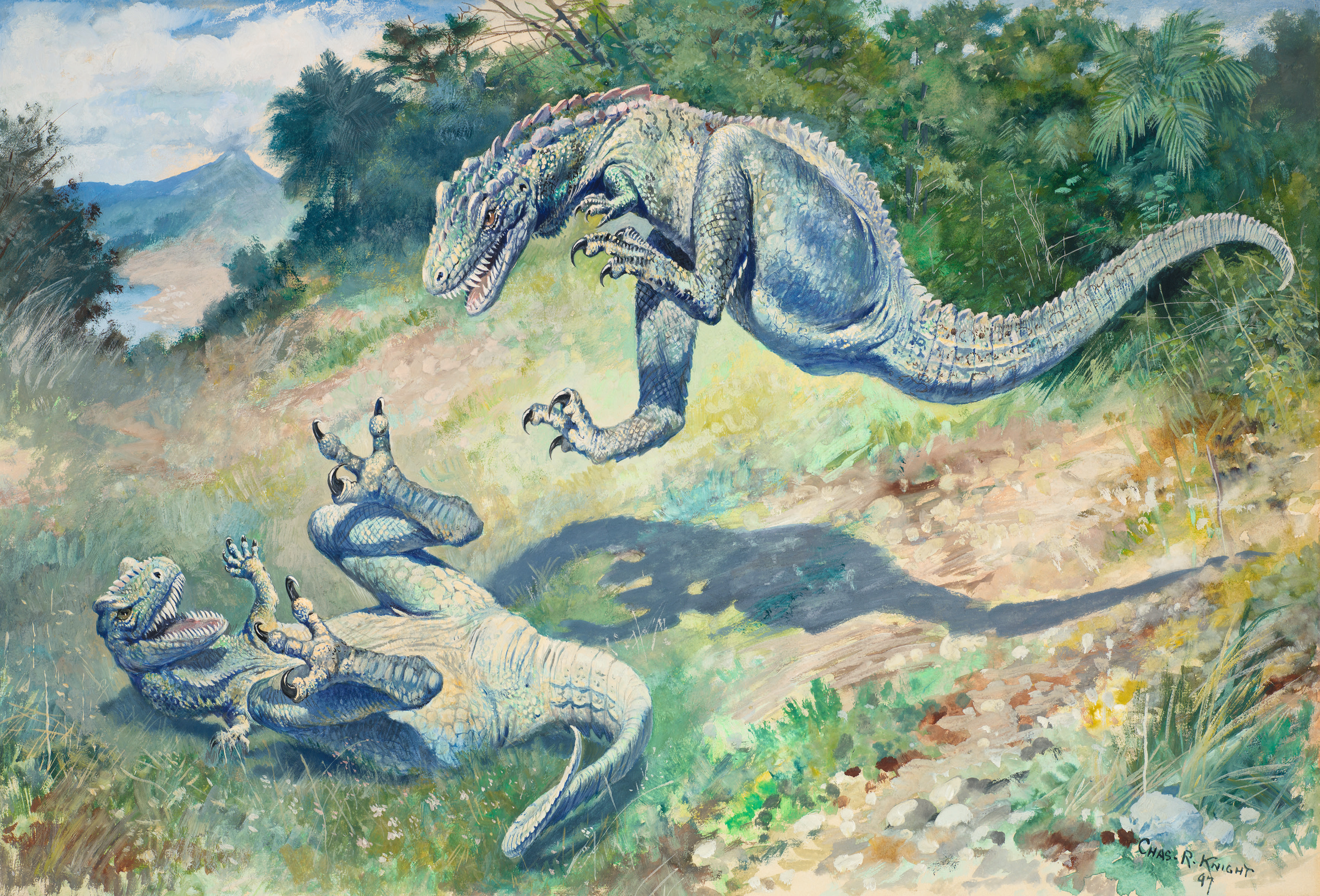
1897年的暴風龍（現名傷龍）繪畫，由查爾斯·耐特繪製。巴克指出這副繪畫，可證明19世紀時，恐龍就被普遍認為是種活躍、敏捷的動物。

自巴克在1968年的研究《The superiority of dinosaurs》開始，他便在70年代與80年代的一系列科學研究、書籍、與大眾媒體中，不斷重申恐龍是種活躍的溫血動物，能夠維持短暫的高度活躍能力。巴克在他的著作中，將他的理論當成是19世紀後期的恐龍溫血理論的再復興，並稱之為恐龍文藝復興（dinosaur renaissance）。他提出許多生理特徵與統計數據來說明這些理論，巴克的研究方法在科學界產生大量的爭論。這些爭論最後使古生物學界採用新的研究方法，例如骨組織學，骨組織學可用來鑑定恐龍的成長模式。
現在科學界普遍認為，許多恐龍具有比現存爬蟲類更高的代謝率，可能所有恐龍都是。小型恐龍可能是內溫性動物，而大型恐龍則可能是巨溫性動物；另一可能則是，大部分恐龍的代謝率位於兩者中間。

## 新的行為理論
60年代晚期還有數個關於恐龍行為的新理論。巴克根據足跡化石，提出蜥腳下目是採群體方式移動的，而成年個體將幼年個體環繞在內，形成一道保護圈。數年後奧斯特倫姆等人便提出不同的看法，但資深的恐龍足跡專家羅蘭·伯德（Roland T. Bird）則與巴克看法一致。第一個恐龍築巢研究則是在70年代晚期提出，傑克·霍納（Jack Horner）宣稱鴨嘴龍類的慈母龍具有親代養育的行為。

## 形象改變
恐龍文藝復興除了改變恐龍的科學理論，還改變了繪畫家所繪的恐龍圖畫。巴克本身就會繪畫，他在1969年幫奧斯特倫姆所做的恐爪龍重建圖，已是最知名的恐龍重建圖之一。就今日來看，該重建圖有很多錯誤，例如恥骨過短，還有缺乏羽毛。在70年代，恐龍的重建圖從類似蜥蜴，變成類似哺乳類或鳥類。恐龍的形象變得更為活躍，並符合新提出的行為與移動方式理論。
在這波「新浪潮」中，最重要的繪畫家有葛瑞格利·保羅、馬克·哈雷特、與道格·韓德森。在這三人之中，葛瑞格利·保羅最支持巴克的恐龍理論。他做了許多嚴謹而詳細的重建圖，並常批評許多傳統的重建圖。保羅做了許多小型有羽毛恐龍的重建圖，並在他的書籍《Dinosaurs of the World》與其他文章為這些重建圖辯解。到了90年代晚期，數種有羽毛恐龍被發現，才證明保羅的相關繪畫是正確的。保羅的繪畫與嚴謹態度，對現今的恐龍重建圖產了重大的影響。

## 新的滅絕理論
另一個吸引大眾對恐龍產生興趣的理論，是由尤金·舒梅克（Eugene Merle Shoemaker）提出，舒梅克提出地球與太陽系的其他行星經常遭到彗星的撞擊。這理論也許可以解釋白堊紀-第三紀滅絕事件，在6,500萬年前，可能有顆彗星撞擊地球，產生希克蘇魯伯隕石坑（Chicxulub Crater），而滅絕恐龍與其他生物。彗星撞擊理論在1994年的舒梅克－李維九號彗星撞擊木星時，達到最高潮。

## 文化影響
恐龍文藝復興導致大眾對恐龍產生新的興趣。巴克的非學術性書籍與文章有助於將恐龍知識帶給一般大眾，尤其是《The Dinosaur Heresies》一書。1993年的電影《侏儸紀公園》（Jurassic Park），首次將恐龍描繪成高智能、敏捷的溫血動物，而不是早期電影中的緩慢動物。巴克、霍納、與保羅等人，曾擔任這部電影的恐龍顧問。

### 引用
1. 1 2  Ostrom, J. 1974. Archaeopteryx and the Origin of Flight. The Quarterly Review of Biology Vol. 49, No. 1
2. 1 2  Bakker, R.T. 1986. The Dinosaur Heresies. William Morrow, New York.
3. ↑  .   [2007-04-19]. （原始内容存档于2007-09-27）. here與http://www.geotimes.org/jan06/feature_threedinofaces.html （页面存档备份，存于） here
4. ↑  Huxley, T. H., 1868: On the Animals Which Are Most Nearly Intermediate between Birds and Reptiles Annals and Magazine of Natural History
5. ↑  Huxley, T. H.,  1870: Further Evidence of the Affinity between the Dinosaurian Reptiles and Birds Quarterly Journal of the Geological Society, Scientific Memoirs III  （页面存档备份，存于）
6. ↑  Heilmann, G. 1926: The Origin of Birds. Witherby, London. ISBN 0-486-22784-7 (1972 Dover reprint)
7. ↑  An assumption which is now known to have been incorrect.
8. ↑  Ostrom, J. H. (1969) "Osteology of Deinonychus antirrhopus, an unusual theropod from the Lower Cretaceous of Montana." Peabody Museum of Natural History Bulletin, 30: 1-165.
9. ↑  Osborn, H.F. 1924a. Three new Theropoda, Protoceratops zone, central Mongolia. American Museum Novitates 144: 1-12.
10. ↑  Seeley H.G. 1887. On the classification of the fossil animals commonly named Dinosauria. Proc R Soc London, 43: 165-171.
11. ↑  Seeley H.G. 1888. The classification of the Dinosauria. Rep Br Assoc Adv Sci, 1887: 698-699.
12. ↑  Romer A.S. 1956. Osteology of the Reptiles. Chicago: University Chicago. 772 p.
13. ↑  Bakker, R. T., Galton, P., 1974. Dinosaur monophyly and a new class of vertebrates. Nature 248:168-172.
14. ↑  Charig A. 1976. Dinosaur monophyly and a new class of vertebrates: a critical review. In: BELLAIRS AA & COX B (Ed.), Morphology and Biology of Reptiles. Linnean Society Symposium 3: 65-104.
15. ↑  Novas, F.E. 1996. Dinosaur monophyly. Journal of Vertebrate Paleontology 16: 723-741.
16. ↑   Bakker, R.T., 1968, The superiority of dinosaurs, Discovery, v. 3(2), p. 11-22
17. ↑  Bakker, R. T., 1986. The Return of the Dancing Dinosaurs, in Dinosaurs Past and Present, vol. I Edited by S. J. Czerkas and E. C. Olson, Natural History Museum of Los Angeles County, Los Angeles
18. ↑  Bakker, R. T. (1972). Anatomical and ecological evidence of endothermy in dinosaurs. Nature 238:81-85.
19. ↑  R.D.K. Thomas and E.C. Olson (Ed.s), 1980. A Cold Look at the Warm-Blooded Dinosaurs
20. ↑  Benton, M.J. (2005). Vertebrate Palaeontology. Oxford, 221-223.
21. ↑  Paladino, F.V., O'Connor, M.P., and Spotila, J.R., 1990. Metabolism of leatherback turtles, gigantothermy, and thermoregulation of dinosaurs. Nature 344, 858-860 doi:10.1038/344858a0
22. ↑  Barrick, R.E., Showers. W.J., Fischer, A.G.  1996. Comparison of Thermoregulation of Four Ornithischian Dinosaurs and a Varanid Lizard from the Cretaceous Two Medicine Formation: Evidence from Oxygen Isotopes Palaios, 11:4 295-305 doi:10.2307/3515240
23. ↑  Bakker R.T. 1968. The superiority of dinosaurs. Discovery 3: 11-2
24. ↑  Ostrom, J.H. 1972. Were some dinosaurs gregarious? Palaeogeography 11: 287-301
25. ↑  Bird, R.T. 1985 Bones for Barnum Brown. Fort Worth: Texas Christian University Press
26. ↑  Horner J.R., Makela R., 1979. Nest of Juveniles Provides Evidence of Family-Structure Among Dinosaurs, Nature 282 (5736): 296-298
27. ↑  Paul, G. S., 1986. The science and Art of Restoring the Life Appearance of Dinosaurs and Their Relatives; a Rigorous How-to Guide, in Dinosaurs Past and Present, vol. II Edited by S. J. Czerkas and E. C. Olson, Natural History Museum of Los Angeles County, Los Angeles
28. ↑  Paul, G.S. 1988. Predatory Dinosaurs of the World. New York: Simon & Schuster. 464pp.

### 书籍
- Bakker, R.T. 1986. The Dinosaur Heresies. William Morrow, New York.
- Paul, G.S. 1988. Predatory Dinosaurs of the World. New York: Simon & Schuster. 464pp.
- Czerkas, S. J. and Olson, E. C. (Ed.s) 1986. Dinosaurs Past and Present, Volumes I and II . Natural History Museum of Los Angeles County, Los Angeles.